# Long Acre
Long Acre – ulica w centralnym Londynie (Anglia) w dzielnicy Covent Garden. Jej początek znajduje się przy skrzyżowaniu z St. Martin’s Lane, a koniec przy Drury Lane. Powstała na początku XVII wieku.
Przy 10-12 Long Acre znajduje się Stanfords jeden z najstarszych i najdroższych sklepów z mapami w Wielkiej Brytanii. Został otwarty w 1901 roku. W latach 1890–1970 cała północna część Long Acre, od Neal Street do Arne Street, zajmowana była przez Odhams Press. Wydawnictwo publikowało John Bull, najpopularniejszy magazyn w Wielkiej Brytanii w latach 1916-1934. Wcześniej w tym miejscu znajdował się Queen’s Theatre (1867-1878), drugi co do wielkości teatr w Londynie w tamtym okresie, po Theatre Royal przy Drury Lane. Tam też powstał wysoko ceniony duet aktorski Ellen Terry-Henry Irving, znany z ról szekspirowskich.
Rezydentami Long Acre byli m.in.: polityk Oliver Cromwell, pisarz John Dryden, rzeźbiarz Nicholas Stone i Thomas Chippendale.
Przy Long Acre znajduje się stacja metra Covent Garden, obsługiwana przez Piccadilly Line.